# Balonga buchholzii
Espèce
Synonymes
- Balonga buchholzii[2]
- Uvaria buchholzii (préféré par NCBI)[2]
- Uvaria buchholzii Engl. & Diels[1]

Balonga buchholzii (Engl. & Diels) Le Thomas est une espèce de plantes à fleurs de la famille des Annonaceae et la seule du genre Balonga. C'est un arbre présent en Afrique tropicale.

## Étymologie
Son épithète spécifique buchholzii rend hommage au botaniste et collecteur de plantes polonais Fedor Bucholtz.

## Distribution
Relativement rare, subendémique, elle a été observée principalement au sud-ouest et au sud du Cameroun, également au Gabon et en Guinée équatoriale (Région continentale).